# Mireia Belmonte
Mireia Belmonte García (* 10. November 1990 in Badalona) ist eine spanische Schwimmerin und Olympiasiegerin.
Im Jahr 2006 wurde Belmonte García Junioren-Weltmeisterin über die 400 m Freistil und die 400 m Lagen. Außerdem wurde sie über die gleichen Distanzen Junioreneuropameisterin.
Nur ein Jahr später wurde sie bei den Kurzbahneuropameisterschaften 2007 in Debrecen hinter der Italienerin Alessia Filippi Vizeeuropameisterin über die 400 m Lagen.
2008 wurde das bisher erfolgreichste Jahr in der jungen Karriere von Mireia Belmonte García. Zuerst wurde sie mit neuem Europameisterschaftsrekord über die 200 m Lagen Europameisterin bei den Schwimmeuropameisterschaften 2008 in Eindhoven und dann, knapp drei Wochen später, bei den Kurzbahnweltmeisterschaften 2008 in Manchester wurde sie mit neuem Europarekord Vizeweltmeisterin über die 200 m Lagen.
Bei den Olympischen Sommerspielen 2012 in London erschwamm sich Belmonte über 200 m Schmetterling und über 800 m Freistil jeweils eine Silbermedaille. Die Goldmedaille sowie eine weitere Bronzemedaille gewann sie bei den Olympischen Sommerspielen 2016 in Rio de Janeiro über 200 m Schmetterling und 400 m Lagen.
Des Weiteren erreichte sie bei den Schwimmweltmeisterschaften 2017 über 200 Meter Schmetterling eine Goldmedaille und hinter Katie Ledecky in der Disziplin 1500 Meter Freistil eine Silbermedaille.
Während der Eröffnungsfeier der Olympischen Sommerspiele 2020 war sie, gemeinsam mit dem Kanuten Saúl Craviotto, die Fahnenträgerin ihrer Nation.

## Rekorde
| Weltrekorde (2)                | Weltrekorde (2) | Weltrekorde (2)   | Weltrekorde (2) |
| ------------------------------ | --------------- | ----------------- | --------------- |
| 400 m Lagen (Kurzbahn)         | 04:25,06 min    | 14. Dezember 2008 | Rijeka          |
| 800 m Freistil (Kurzbahn)      | 07:59,34 min    | 10. August 2013   | Berlin          |
| Europarekorde (2)              |                 |                   |                 |
| 400 m Lagen (Kurzbahn)         | 04:25,06 min    | 14. Dezember 2008 | Rijeka          |
| 200 m Schmetterling (Kurzbahn) | 02:01,52 min    | 12. Dezember 2013 | Herning         |
| (Stand: 12. Dezember 2013)     |                 |                   |                 |